# (2356) Hirons
(2356) Hirons (1979 UJ; 1970 GG1; 1972 QD; 1972 RO3; 1976 GM5) ist ein Asteroid des äußeren Hauptgürtels, der am 17. Oktober 1979 vom US-amerikanischen Astronomen Edward L. G. Bowell am Lowell-Observatorium, Anderson Mesa Station (Anderson Mesa) in der Nähe von Flagstaff, Arizona (IAU-Code 688) entdeckt wurde.

## Benennung
(2356) Hirons wurde nach den Schwiegereltern des Entdeckers Edward L. G. Bowell, Charles und Ann Hirons, benannt.